# 安崇阮
安崇阮（9世纪？—944年），字晋臣，唐朝末年至五代十国后梁、后唐、后晋官员，潞州上党人。
安崇阮年轻时倜傥，有词辩，善骑射。父亲安文祐，为牙门将。唐僖宗光启年间，潞州军校刘广驱逐节度使高浔，据潞州城，僖宗命安文祐平定，杀刘广后赴行在，授邛州刺史。其后孟方立据邢州、洺州，率兵攻潞州，朝廷以安文祐本潞州人，授昭义节度使，令他讨伐孟方立，从邛州至泽州与孟方立作战，阵亡。唐昭宗朝，宰臣崔胤以安文祐殁于王事，向朝廷推荐安崇阮，于是历任诸卫将军。后梁建立后，以安崇阮明畅有条理，派他出使吴越国，回来时他所收获的行李物品，全部上交，朱温嘉赏他，故每年在江、浙间往来，回朝就上贡所有礼物。梁末帝嗣位，授任为客省使，知齐州事。时梁军与唐庄宗对垒于黄河上，冀王朱友谦以河中叛梁归晋，梁末帝使段凝领军攻打蒲州、晋州，以安崇阮监军，又知华、雍军府事。一年后，授青州兵马留后，入朝为诸卫上将军。后唐天成年间，授黔南节度使、检校太保，改镇夔州。因为西川侵攻，弃城归京，改任晋州建雄軍節度使，再为诸卫上将军。后晋天福二年（937年），石敬瑭下诏安葬梁末帝，以安崇阮是后梁旧臣，令他主持葬事，安崇阮尽哀致礼。天福五年（940年），因老病告归，授右卫上将军致仕。开运元年（944年）九月，在西京洛阳去世。赠太傅。